# Kvačany (Liptovský Mikuláš)
Kvačany (ungarisch Kvacsan – bis 1888 Kvacsán) ist eine Gemeinde in der Mittelslowakei nahe der Stadt Liptovský Mikuláš.

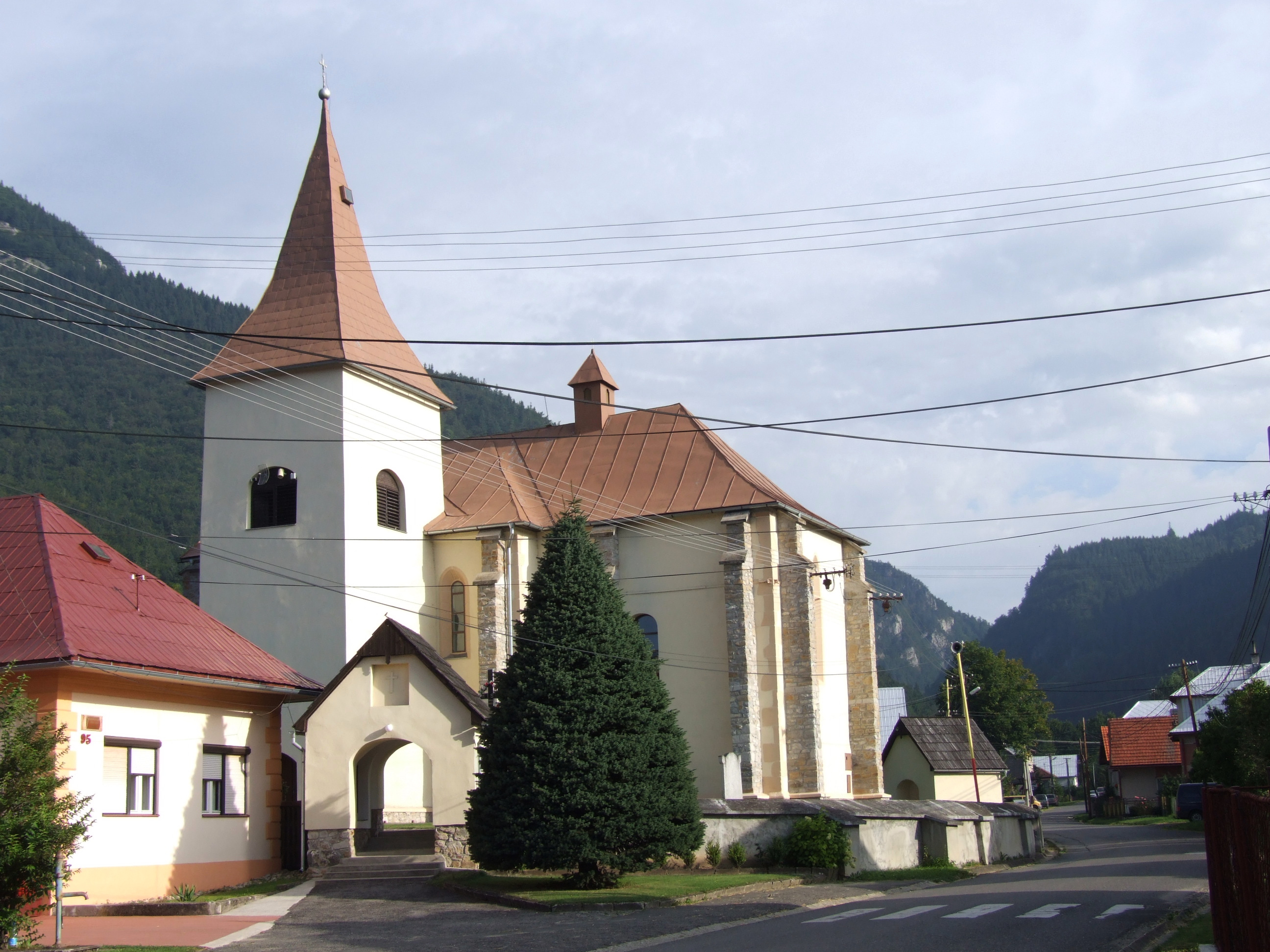
Kirche St. Katharina

Sie liegt in den Chočské vrchy in den nördlichen Teilen der Liptau.
Schon 1256 wird das Gebiet in einer Urkunde als „wüst“ bezeichnet, 1319 wird der Ort zum ersten Mal schriftlich als Kovachan erwähnt. Die Sankt-Katharinen-Kirche stammt vom Anfang des 14. Jahrhunderts, 1456 wird zum ersten Mal schriftlich auch der 1960 eingemeindete Ort Dlhá Luka (deutsch Lange-Wiese, ungarisch Hosszúret) erwähnt. Seit dem 16. Jahrhundert ist in Kvačany eine Pfarrschule nachgewiesen, die Bevölkerung beschäftigte sich über die Jahrhunderte vor allem mit der Schafzucht, der Land- und Forstwirtschaft.

## Bevölkerung
| Jahr                | 1994 | 2004    | 2014    | 2024    |
| ------------------- | ---- | ------- | ------- | ------- |
| Anzahl der Personen | 573  | 555     | 567     | 553     |
| Unterschied         |      | −3,14 % | +2,16 % | −2,46 % |

| Jahr                | 2023 | 2024    |
| ------------------- | ---- | ------- |
| Anzahl der Personen | 549  | 553     |
| Unterschied         |      | +0,72 % |